# Aurel Șelaru
Aurel Șelaru (n. 15 martie 1935, București, România – d. 3 februarie 2020) a fost un ciclist român, component al "generației de aur" a ciclismului românesc din anii 50-60. A concurat pentru Dinamo București și pentru echipa națională a României, unde i-a avut colegi, printre alții, pe: Ion Cosma, Gabriel Moiceanu, Marcel Voinea, Ludovic Zanoni, Gheorghe Calcișcă, Walter Ziegler, Constantin Dumitrescu și bunul său prieten Dumitru Constantin.
A obținut 11 titluri naționale în probele de velodrom și șosea, fiind deținător al titlului de Maestru al Sportului.
Câștigător în clasamentul individual al Cursei Scânteii, al Cursei Cicliste a Regiunii Stalin și multiplu învingător de etapă în Turul României.
A participat la Olimpiada din 1960, de la Roma (Italia), unde a obținut locul 6 împreună cu națională României (din care au mai făcut parte: Ion Cosma, Gabriel Moiceanu și Ludovic Zanoni) în proba de contratimp pe echipe (100 km).
S-a clasat pe podium, cu echipa națională a României, în Tururile Iugoslaviei și Egiptului.
A participat cu echipa națională a României la Campionatele Mondiale și la Cursa Păcii.
A câștigat cu echipa Dinamo: Turul României, Turul Ciclist al Regiunii Stalin,  Cursa Munților, Cupa UCECOM etc. 
A rămas în istorie ca singurul ciclist român care a câștigat o ediție a Cursei Prieteniei Româno-Bulgare (cursă pe etape București-Sofia, în 1957).

## Palmares sportiv[8]

### 1953
Își face debutul în ciclism la Dinamo București (echipă pentru care avea să concureze întreaga sa carieră), evoluând în probele de velodrom.
- locul 1 în proba de urmărire pe echipe 4 km;
- locul 2 în proba cu adițiune de puncte 30 km;
- locul 3 în proba cu adițiune de puncte 12 km;

În acel an a stabilit multiple recorduri naționale în probele de velodrom:
- 200m lansat (13.90s);
- 500m lansat (36.70s), record corectat în același an la 35s;
- 1000m lansat (1min19.20s);

Câștigător al Circuitului ciclist al Capitalei (cursă de șosea) la clasa biciclete de curse.

### 1954
- două locuri 1 în cursa de semifond;
- locul 1 în cursa australiană;
- locul 1 în cursa cu adițiune de puncte (75 km);
- locul 2 în cursa cu eliminare;
- două locuri 2 în cursa de semifond (75 km);
- locul 3 în cursa cu adițiune de puncte (75 km).

### 1955
- vicecampion național de velodrom în proba de semifond;
- vicecampion național de velodrom în proba cu adițiune de puncte;
- locul 3 la campionatele naționale de velodrom în proba de urmărire pe echipe;
- locul 5 la campionatele naționale în proba de 1000m cu start de pe loc;
- locul 1 pe echipe în Ciclocrosul Cupa 16 Februarie (cursă pe șosea);
- locul 3 în cursa ciclistă Constructorul (cursă pe șosea, 100 km).
- locul 9 etapa I în Cursa Victoriei (cursă de șosea, pe etape);
- locul 4 etapa a III-a în Cursa Victoriei;
- locul 2  etapa a IV-a în Cursa Victoriei;
- locul 7 la general, individual, și locul 4 la general, pe echipe, în Cursa Victoriei.

### 1956
- locul 1 în etapa I din Cupa 7 Noiembrie;
- locul 1 în etapa a II- a din Cupa 7 Noiembrie;
- locul 1 la general, atât individual cât și pe echipe, în Cupa 7 Noiembrie;
- locul 3 la general, individual, în Cursa Ciclistă a Orașului Stalin (cursă pe etape);
- locul 1 etapa I Cupa Recoltei;
- locul 5 la general, individual, și locul 1 la general, pe echipe, în Cupa Recoltei;
- locul 1 în etapa I în Cursa Victoriei;
- locul 2 în etapa a IV-a în Cursa Munților;
- locul 3 în etapa a II-a în Cursa Scânteii;
- locul 5 în cursa de ciclocros Sportul Popular (București).

### 1957
Obține titlul de Maestru al Sportului, depășind bariera celor 44 km/h medie orară în etapa a VI-a (Suef-ElGizeh) din Turul Egiptului.
- vicecampion național la semifond, pe șosea;
- locul 1 etapa I în Cursa Prieteniei Româno-Bulgare, București-Sofia (etapă cu sosire la Brăila);
- locul 1 la general, individual,  în Cursa Prieteniei Româno-Bulgare, București-Sofia;
- locul 2 etapa a II-a în Circuitul Ciclist al Regiunii Stalin;
- locul 2 etapa a III-a în Circuitul Ciclist al Regiunii Stalin;
- locul 1 la general, atât la individual cât și pe echipe, în Circuitul Ciclist al Regiunii Stalin. Locul 2, la general, în clasamentul cățărătorilor;
- locul 3 în Cupa 16 Februarie;
- locul 2 etapa a XI-a din Turul Egiptului;
- locul 17 la general, individual, și locul 4, la general, pe echipe, în Turul Egiptului;
- locul 2 etapa a II-a în Cursa Victoriei;
- locul 2 etapa a IV-a în Cursa Victoriei;
- locul 3 etapa a II-a în Cursa Scânteii;
- locul 10, la general, individual, în Cursa Munților (cursă cu participare internațională).

### 1958
Participă cu echipă națională a României la Cursa Păcii
- dublu campion național pe șosea;
- locul 4 etapa a IV-a Turul Egiptului;[10]
- locul 3 etapa a V-a în Turul Egiptului;
- locul 4 etapa a VIII-a în Turul Egiptului;
- locul 3 etapa a XI-a în Turul Egiptului;
- locul 3 etapa a XIII-a în Turul Egiptului;
- locul 9 la general, individual, și locul 3 la general, pe echipe, în Turul Egiptului;
- locul 2 etapa a III-a în Cursa Munților;
- locul 2 la general, individual, și locul 1 la general, pe echipe, în Cursa Munților;
- locul 1 etapa I în Cursa Scânteii;
- locul 3 la general, individual, în Cursa Scânteii;
- locul 32, la general, individual, și locul 2, la general, pe echipe, în Turul Iugoslaviei;
- locul 1 etapa a IV-a (Cluj-Sibiu) în Turul Republicii Populare Române;
- locul 4 la general, individual, și locul 1 la general, pe echipe, în Turul RPR; locul 2 la general în clasamentul cățărătorilor și locul 5 la general, în clasamentul sprinterilor;
- locul 3 în Cursa ciclistă de verificare RPR-RDG;
- locul 1 etapa a IV-a Turul Ciclist al Regiunii Stalin;
- locul 5 la general, individual, și locul 1 la general, pe echipe în Turul Ciclist al Regiunii Stalin;
- locul 1 etapa a IV-a Cursa Munților;
- locul 3 la general, atât individual cât și pe echipe, în Cursa Munților;
- locul 6 etapa a VI-a din Turul Iugoslaviei;
- locul 9 la general, individual, și locul 3 la general, pe echipe, în Turul Iugoslaviei.

### 1959
- dublu campion național pe șosea;
- campion național pe pistă în proba de urmărire pe echipe;
- stabilește un nou record național la campionatele naționale pe pistă în proba de urmărire pe echipe (4m50.9s);
- campion orășenesc (București) de ciclism pe velodrom;
- locul 2 etapa I în Turul RPR;
- locul 4 etapa a II-a în Turul RPR;
- locul 7 la general, individual, și locul 1 la general, pe echipe, în Turul RPR;
- locul 1 în cursa de fond de o zi București-Câmpina;
- locul 1 etapa I Cupa Consiliului Raional UCFS I.V. Stalin.

### 1960
- dublu campion național pe șosea, individual și pe echipe;
- locul 6 în proba pe echipe (100 km contracronometru) la Olimpiada de la Roma (Italia);[11]
- locul 3 la general, individual, în Cupa FRC;
- locul 4 la general, individual, și locul 1 la general, pe echipe, în Cupa UCECOM.

### 1961
- campion național pe șosea;
- locul 1 etapa I în Cursa Scânteii;
- locul 1 la general, individual, în Cursa Scânteii;
- locul 1 etapă cu sosire la Arad în Turul RPR;
- locul 7 la general, individual, în Turul RPR.

### 1962
- campion național pe șosea;
- locul 38 în cursa individuală la Campionatele Mondiale de la Salo (Italia);
- locul 7, pe echipe, la Campionatele Mondiale de la Salo (Italia);
- locul 9 etapa a III-a în Cursa Păcii;
- locul 6 la general, pe echipe, cu naționala României, în Cursa Păcii.[12]

### 1963
- campion național pe șosea;
- vicecampion național pe șosea.

### 1964
- campion național pe șosea.

### Alte rezultate notabile
- câștigător al Cupei Dinamo;
- câștigător al Criteriului Voința;
- câștigător al Cupei Primăverii.